# Episodi di Happy Days (decima stagione)
La decima stagione della serie televisiva Happy Days è stata trasmessa negli Stati Uniti dal 28 settembre 1982. In Italia questa stagione è trasmessa in prima visione su Canale 5.
| nº | Titolo originale                          | Titolo italiano            | Prima TV USA      | Prima TV Italia |
| -- | ----------------------------------------- | -------------------------- | ----------------- | --------------- |
| 1  | A Woman Not Under the Influence           | La donna della mia vita    | 28 settembre 1982 | 1999            |
| 2  | Letting Go                                | Ritorno a casa             | 12 ottobre 1982   |                 |
| 3  | Empty Nest                                | Il nido vuoto              | 19 ottobre 1982   |                 |
| 4  | A Night at the Circus                     | Una serata al Circo        | 26 ottobre 1982   |                 |
| 5  | A Little Case of Revenge                  | Vendetta tremenda vendetta | 9 novembre 1982   |                 |
| 6  | Who Gives a Hootenanny?                   | La grande occasione        | 16 novembre 1982  |                 |
| 7  | Going Steady                              | La ragazza fissa           | 23 novembre 1982  |                 |
| 8  | Such a Nice Girl                          | Un amore di ragazza        | 30 novembre 1982  |                 |
| 9  | There's No Business Like No Business      | La grande crisi            | 7 dicembre 1982   |                 |
| 10 | All I Want for Christmas                  | Il regalo più bello        | 14 dicembre 1982  |                 |
| 11 | Since I Don't Have You                    | Ritorno di fiamma          | 28 dicembre 1982  |                 |
| 12 | Hello, Pfisters                           | L'anniversario di nozze    | 4 gennaio 1983    |                 |
| 13 | I Drink, Therefore I Am                   | Omissione di soccorso      | 11 gennaio 1983   |                 |
| 14 | Prisoner of Love                          | Prigioniero d'amore        | 18 gennaio 1983   |                 |
| 15 | Life Is More Important Than Show Business | Un sogno quasi avverato    | 25 gennaio 1983   |                 |
| 16 | Nervous Romance                           | Un amore nervoso           | 1º febbraio 1983  |                 |
| 17 | I Am Not at Liberty                       | Chiamata alle armi         | 8 febbraio 1983   |                 |
| 18 | Wild Blue Yonder                          | Coraggio da vendere        | 15 febbraio 1983  |                 |
| 19 | May the Best Man Win                      | Vinca il migliore          | 22 febbraio 1983  |                 |
| 20 | Babysitting                               | Il baby-sitter             | 1º marzo 1983     |                 |
| 21 | Turn Around...and You're Home             | Una scelta difficile       | 15 marzo 1983     |                 |
| 22 | Affairs of the Heart                      | Cercasi cavaliere          | 22 marzo 1983     |                 |